# Буржуйка

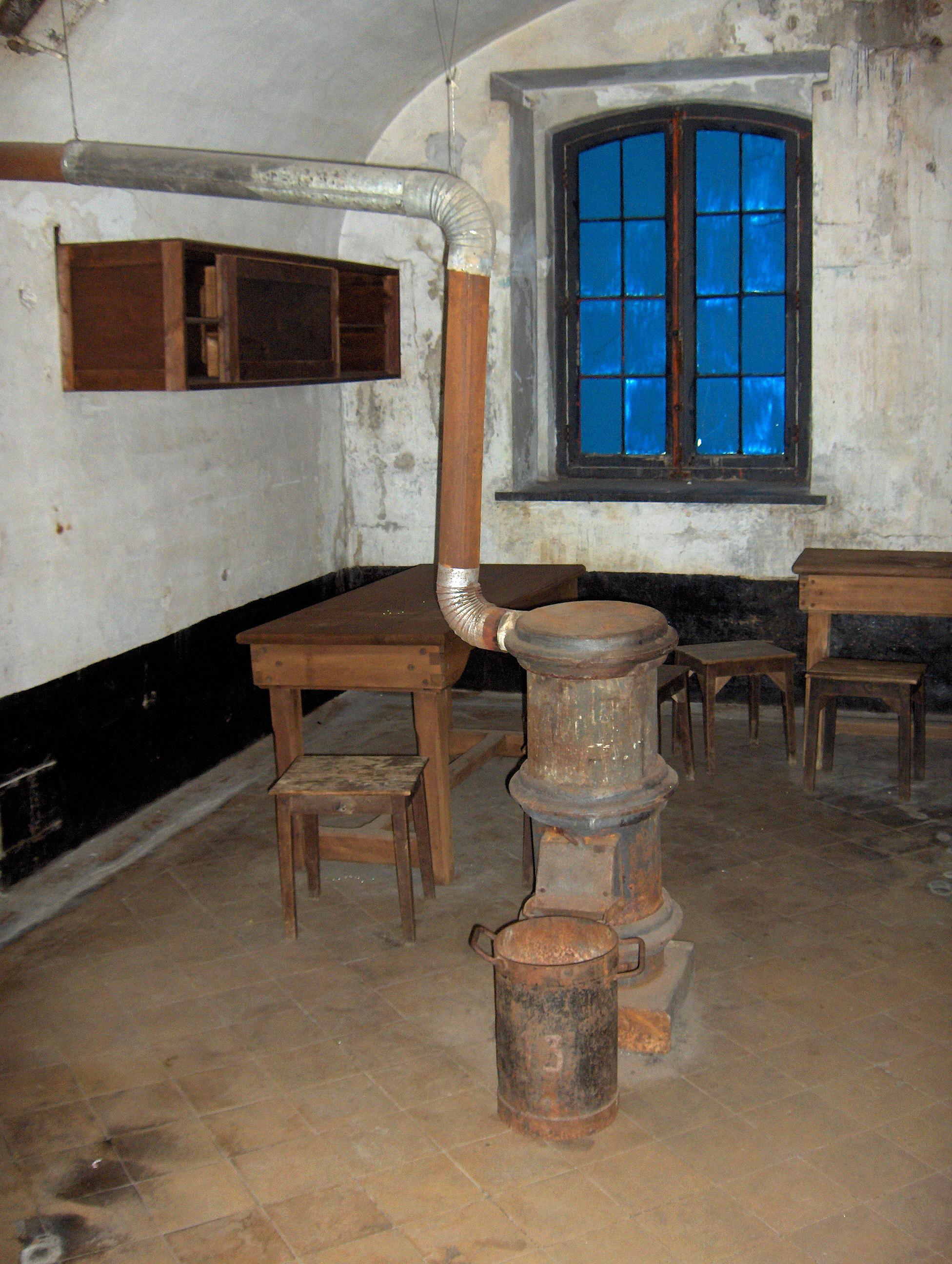
Печь-буржуйка в бельгийской тюремной камере-музее

«Буржу́йка» — металлическая печь для обогрева помещений (также использовалась для готовки и подогрева пищи), популярная в первой половине XX века.
Пришла на смену каминам, но исчезла после распространения центрального отопления и газовых печей. Из металла выполнена не только сама печь, но и дымоход. Печь быстро прогревает помещение, однако при прекращении топки помещение очень быстро остывает. Часто у таких печей труба подсоединялась сбоку, а сверху имелась поверхность, которую можно было использовать в качестве плиты.

## Название
Русское название данного типа печи базируется на ассоциации с карикатурным образом буржуя, изображаемого как человека с толстым брюхом.
Другая версия названия «буржуйка» связана с большим расходом этой модели печи дров, что требовало бо́льших, по сравнению с кирпичными печами, денег на покупку дров.
Аналогичная этимология и у американского обиходного названия этого типа печи: «толстобрюшка» (англ. potbelly stove, где potbelly, буквально, — горшкообразный живот).

## Распространённость в разных странах

### Россия, СССР и постсоветское пространство

Печка-буржуйка в современной России

Подобные печи, преимущественно кустарного изготовления, широко применялись в годы Второй мировой войны (как в квартирах и учреждениях после отключения центрального отопления, так и в походных условиях — в блиндажах, землянках, вагонах-теплушках).
Возрождающуюся популярность печам этого типа во второй половине XX века придаёт массовое выделение в СССР садовых участков (дач): такие печи ставили в летних садовых домиках, гаражах, теплицах, сараях, а позже — из-за перебоев подачи топлива в некоторых регионах после распада СССР — использовали для отопления школ и квартир.
Важный недостаток «буржуйки» — повышенная пожароопасность.

### США

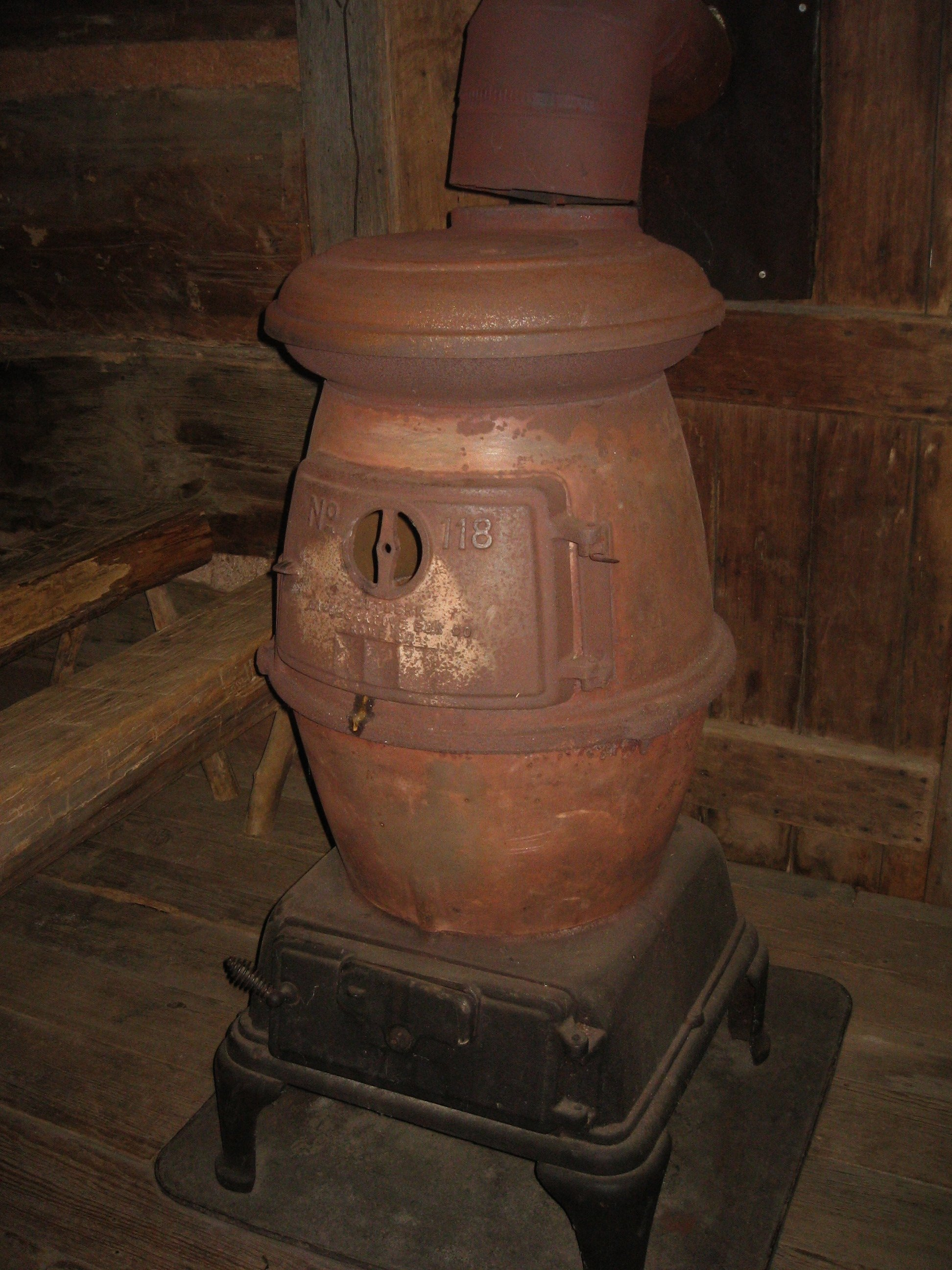
Печь «толстобрюшка» в музее Аппалачей (штат Теннесси)

Американцы называют изобретателем этого типа печи Бенджамина Франклина. В США печи-толстобрюшки находили применение для отопления небольших железнодорожных станций, а также школьных классов. Плоская поверхность верхней части печи при этом могла использоваться для кипячения воды или даже приготовления пищи.

### Япония
В Японии чугунные печи ассоциируются с традиционной японской куклой дарумой. Печи-дарумы использовались для отопления железнодорожных вагонов и малых станций.